# Băiat

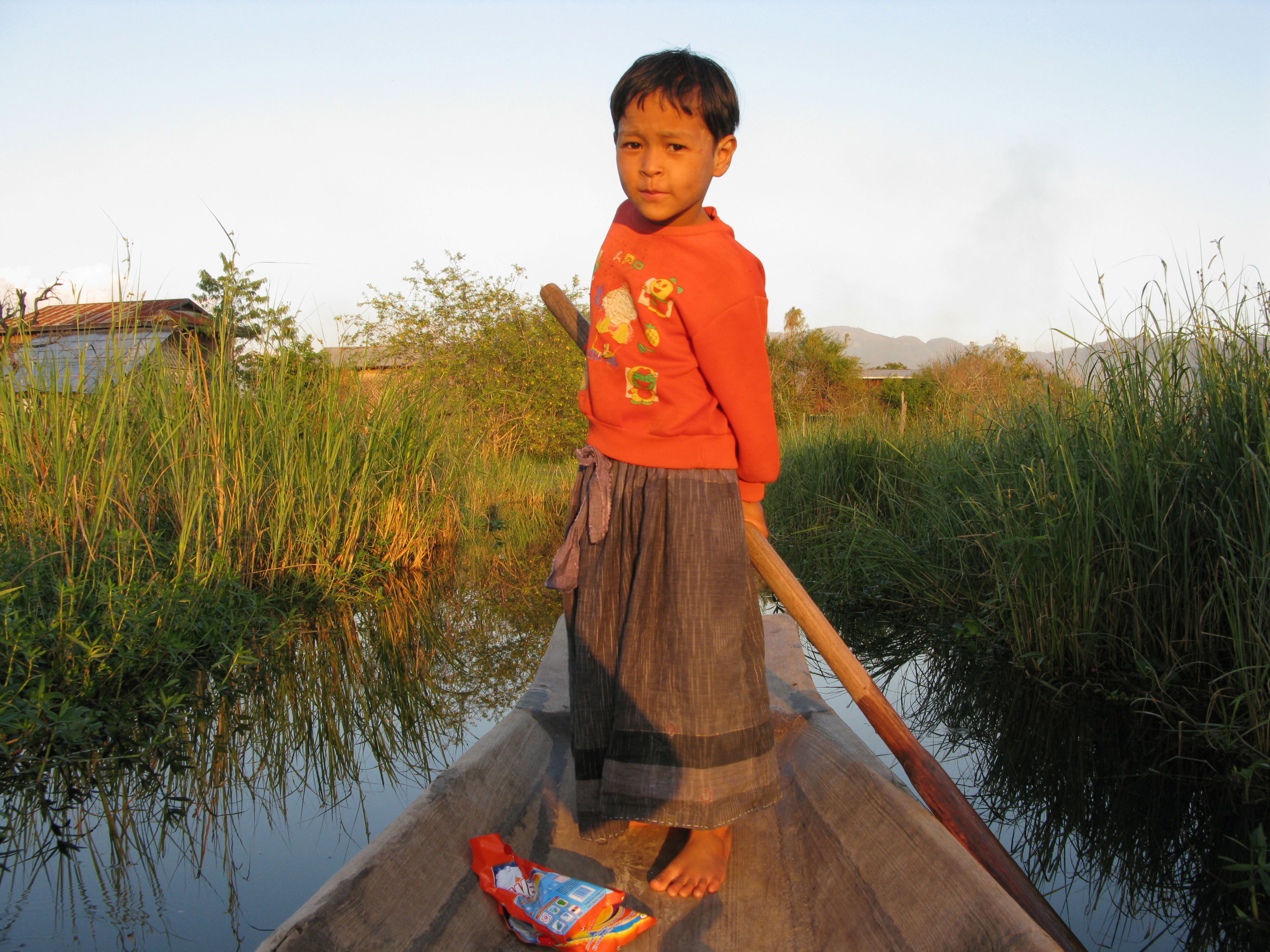
Băiat în Myanmar

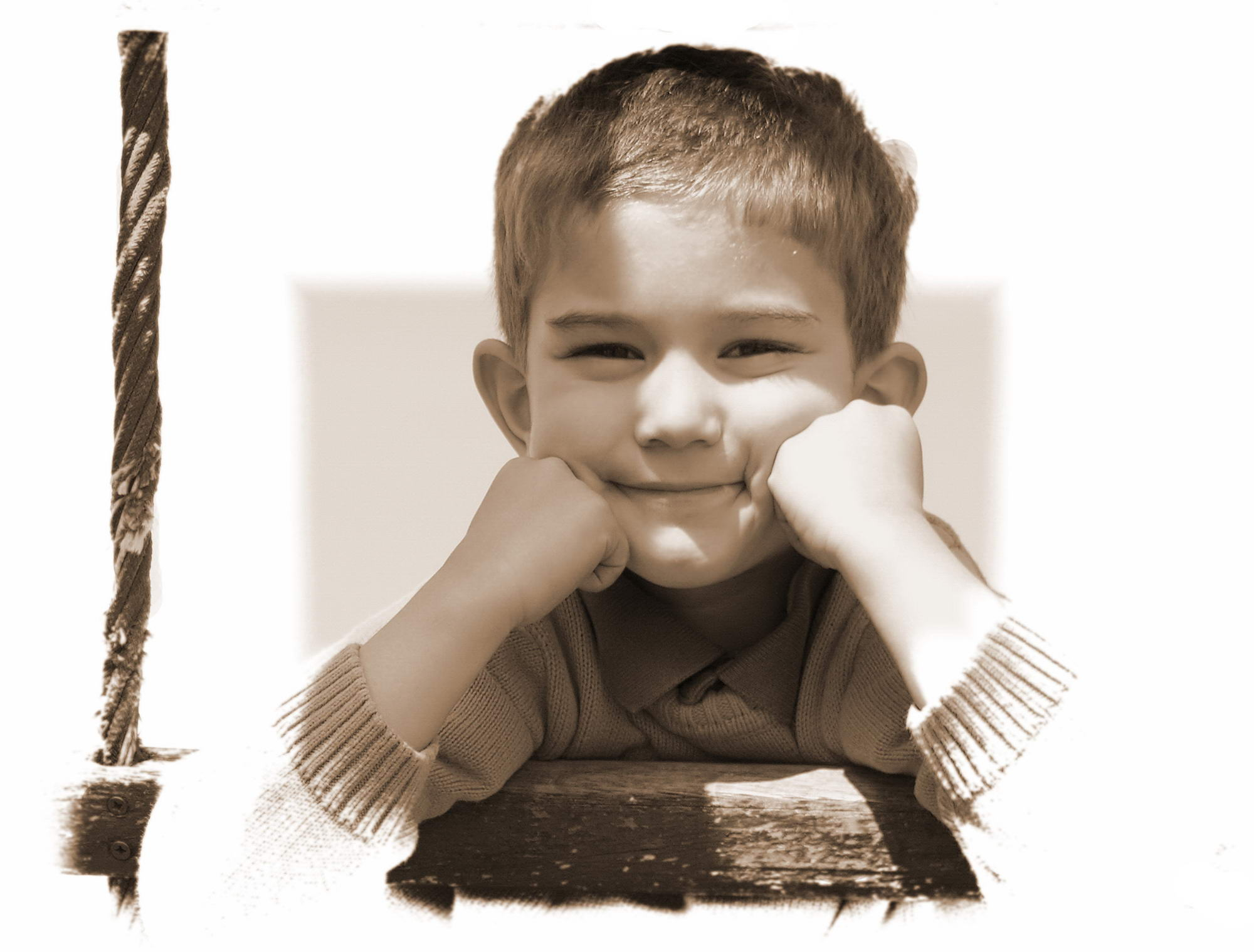
Băiat în Spania

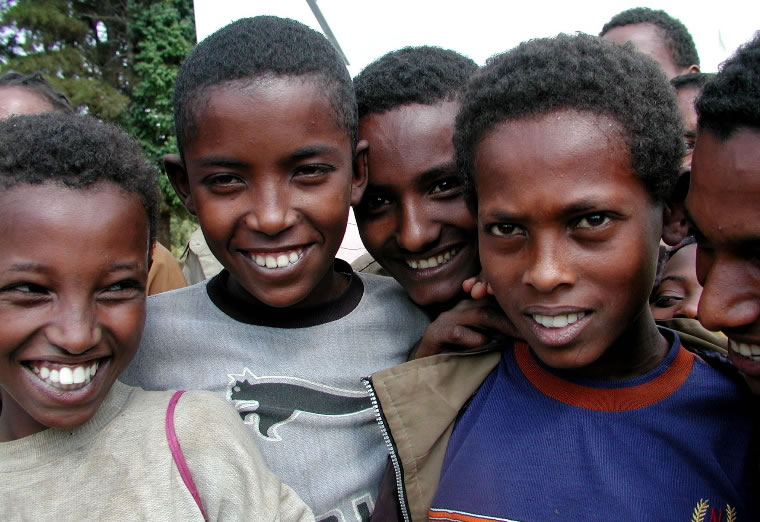
Băieți în Etiopia

Băiatul este un om de sex masculin, de obicei copil sau adolescent. Când devine adult este numit bărbat. Cele mai evidente diferențe dintre un băiat și o fată sunt organele genitale, băieții având penis în timp ce fetele au vagin. Cu toate acestea, unii copii intersexuali au organele genitale ambigue, și copiii genetic de sex feminin transgen, pot fi, de asemenea, clasificați sau se pot autoidentifica ca fiind băieți.
Termenul de „băiat” este utilizat în principal pentru a indica distincții biologice sexuale, diferențe culturale de gen și rol sau ambele.

## Vezi și
- Listă cu privire la vârsta majoratului civil în lume

## Legături externe
- „Băiat” la DEX online
- Boyhood Studies Arhivat în 1 mai 2006, la Wayback Machine., website and journal for the study of boys
- Boyhood Studies Forum Arhivat în 10 iunie 2015, la Wayback Machine., discusses news items, new research
- Historical Boys' Clothing